# Сюффрен де Сен-Тропез, Пьер-Андре де
Пьер-Андре́ де Сюффре́н де Сен-Тропез (фр. Pierre-André de Suffren de Saint-Tropez; 17 июля 1729 — 8 декабря 1788) — французский адмирал, признаваемый соотечественниками одним из величайших адмиралов в истории французского флота. Отличился рядом побед над британским флотом в Ост-Индии в ходе англо-французской войны 1778—1783 годов, переплетённой с войной за независимость США.

## Биография

### Ранняя карьера
Пьер-Андре де Сюффрен де Сен-Тропез родился 17 июля 1729 года в семье мелкого дворянина в Провансе и был записан в число кавалеров ордена Святого Иоанна Иерусалимского. Мальчика предназначали для морской службы. В 1737 году Сюффрен был посвящён в рыцари Мальтийского ордена в качестве рыцаря-минорита. В то время орден ещё владел Мальтой, и его галеры вели бесконечную войну с мусульманскими корсарами. Поэтому многие молодые французы проходили азы морской подготовки на кораблях ордена.
В 1743 году Сюффрен поступает в «Ecole des gardes de la Marine» — морской кадетский корпус в Тулоне. В 15 лет он совершает первое плавание гардемарином на корабле «Ле Солид» и 24 февраля 1744 года участвует в своем первом морском сражении у мыса Сиси.
В 1746 году Сюффрен служит на эскадре в Вест-Индии участвуя в неудачной экспедиции Данвиля в Канаду, из которой вернулись лишь несколько кораблей, в том числе «Тридан», на котором служил юноша.
В следующем году во время Второго боя у Финистерре он попал в плен после сражения 8 французских кораблей против 14 кораблей и 3 фрегатов Хоука. Англичане взяли 6 кораблей, на одном из которых служил Сюффрен.
После окончания войны за австрийское наследство, в 1748 году его произвели в мичманы. Не желая оставаться праздным, моряк уехал на Мальту где в качестве члена ордена служит на «галерах Веры» Мальтийского ордена, приносит клятву послушания ордену, борется с пиратами и конвоирует торговые суда. Эта его карьера продолжается до 1754 года.

### Семилетняя война
К началу Семилетней войны (1756—1763 годы) Сюффрен возвращается во Францию и принимает участие в кампании на Средиземном море. Здесь он участвует в Меноркском сражении. В нём Сюффрен лейтенантом состоял на флагманском корабле адмирала Ла Галлисьонера «Орфей».
Затем Сюффрен командует флагманским кораблем де ла Клю «Океан» и 17 августа участвует в сражении с английской эскадрой Эдварда Боскауэна. Де ла Клю храбро вступил в бой, но лишился ноги, разбитой ядром. Два корабля оставили отряд и ушли в Лиссабон. Остальные пять укрылись в португальской бухте Лагуш. Однако англичане, невзирая на нейтралитет Португалии, атаковали их в порту. Три корабля были захвачены, а два сожжены. Сюффрен вновь оказался в плену. Через несколько месяцев он вернулся в Тулон, а затем был не у дел, ибо у Франции почти не оставалось флота.

### На службе Ордена
После подписания мира Сюффрен вновь намеревался отправиться на Мальту, но в начале 1763 года его назначили командиром шебеки «Хамелеон», служившей для защиты торговли на Средиземном море. Он участвует в плохо подготовленной атаке базы корсаров в Лараше (Марокко), которой командует контр-адмирал Дюшаффо.
Исключительные способности Сюффрена помогают ему быстро продвигаться по службе. В 1767 году он становится капитаном 2 ранга и до 1772 года плавает на мальтийских судах, где, отличившись в службе, становится командором ордена. В 1772 году становится также капитаном 1 ранга французского флота, в возрасте всего 42 лет и становится командиром фрегата «Миньон». Позже командует фрегатом «Алкмена». После периода тренировок вместе с учебной эскадрой Дюшаффо в апреле 1777 года Сюффрен становится командиром линейного корабля «Фантаск».

## Война за Независимость североамериканских колоний
В феврале 1778 года Франция выступает на стороне американских колоний в их войне за независимость против Великобритании. Сюффрен присоединился в Тулоне к эскадре д’Эстена и вместе с ней прибыл к берегам Америки. 8 августа он получил приказ с кораблем «Фантаск» и тремя фрегатами сжечь пять фрегатов в Ньюпорте. Несмотря на форт у входа в порт, моряк смело вошёл в бухту, встал на шпринг и огнём заставил фрегаты выброситься на берег. Также были сожжены все склады и суда в порту.
Затем д’Эстен пошёл в Вест-Индию и овладел Гренадой, заставив отступить эскадру Байрона в бою 6 июля 1779 года.
Осенью 1779 года французы во взаимодействии с войсками генерала Линкольна пробовали взять Саванну. По приказу д’Эстена 9 сентября Сюффрен прошёл за бар и уничтожил укрепления на острове, но неприятельские суда успели отойти. Так как атака Саванны не удалась, 20 октября войска вернулись на суда, и эскадра д’Эстена ушла в Европу. По представлению флагмана король наградил Сюффрена пенсией в 1500 франков.
В ноябре 1779 года Сюффрен стал командиром лёгкой эскадры союзного франко-испанского флота и успешно блокировал морские перевозки англичан.
31 июля 1780 года франко-испанский флот вышел из Кадиса под флагом дона Луи де Кордова и 9 августа встретил английский конвой. Сюффрен на корабле «Ле Зеле» преследовал охранение, тогда как другие корабли истребляли торговые суда. Большого успеха Сюффрену добиться не удалось, поскольку английские корабли с медной обшивкой оказались быстроходнее. По предложению моряка во французском флоте также начали обшивать суда медными листами.
Несмотря на тяжёлый характер и уже очень заметную полноту, Сюффрен становится известен как выдающийся командир — образованный, отважный, агрессивный. Хотя Сюффрен формально связан клятвами Мальтийскому ордену, он не слишком утруждает себя обетами бедности и покорности. И если он остался верен обету безбрачия, это совсем не означает, что Сюффрен сохранил целомудрие. Несмотря на свою жажду действий, он остался в некотором роде мыслителем. Сюффрен много читал и изучал морские войны прошлого, особенно кампании де Рейтера. Перед тем как отплыть в Индию, он тщательно изучал действия своих предшественников — Бурдоннэ, д’Ашэ, д’Орфа.
Сюффрен в полной мере пользовался поддержкой высоких покровителей, в том числе Дюшаффо, д’Эстэна и главы офицерского бюро Блюэна. Ему посчастливилось заручиться поддержкой Сартэна, который сменил де Кастри на посту морского министра, и Вержена, занимавшего пост министра иностранных дел с 1774 года. Де Кастри 4 марта 1781 года заявил, что намерен «дать ему возможность отличиться».

### Действия в Ост-Индии
В 1782 году его эскадра прибыла в Индийский океан, и в течение следующего года между ней и эскадрой английского адмирала Эдварда Хьюза произошёл ряд сражений. В частности, таково было сражение у Порто-Прая, после которого Сюффрен прибыл в Индийский океан. Затем он напал на английскую эскадру адмирала Хьюза у берегов Индии и Цейлона. Между ними состоялось пять боев: у Садраса (17 февраля 1782), Провидьена (12 апреля 1782), Негапатама (6 июля 1782), Тринкомали (3 сентября 1782) и Куддалора (20 июня 1783). Во всех этих сражениях французы одержали победу, хотя обе стороны не потеряли ни одного судна.
Победа французов позволила сохранить голландскую колониальную империю: порт Тринкомали (Цейлон) был возвращён им после французской высадки (август 1782 года), а в другом налёте был захвачен порт Куддалор. В конце войны, Франция восстановила свою власть на побережье Индии.
С тактической стороны эти военные действия интересны тем, что Сюффрену удалось в течение 15 месяцев сохранить свой флот, получая от метрополии небольшую помощь, и самому адмиралу удалось захватить 50 британских торговых судов.